# Keppel Corporation
Keppel Corporation is een conglomeraat dat actief is in de scheepsbouw, offshore, infrastructuur, telecommunicatie, stedenbouw en financiële dienstverlening. Daartoe bestaat het een aantal verschillende bedrijven, waaronder Keppel Offshore & Marine, Keppel Land, Keppel Infrastructure, Keppel Telecommunications & Transportation (Keppel T&T) en Keppel Capital Holdings.

## Voorafgaand
De werf begon in Keppel Harbour in Tanjong Pagar. De haven was genoemd naar een kapitein Henry Keppel die de haven ontdekte in 1848, al was de haven al eerder door anderen ontdekt. De haven heette aanvankelijk New Harbour, maar werd in 1900 naar Keppel vernoemd. In 1859 was hier aan de noordzijde een dok gebouwd, Dock No 1. De scheepswerf werd in 1862 de Patent Slip and Dock Company dat acht jaar later Dock No 2 liet graven. In 1875 werd deze hernoemd naar New Harbour Dock Company.
Aan de westkant van Tanjong Pagar begon in 1864 de Tanjong Pagar Dock Company dat in 1868 het Victoria Dock openden met een reparatiekade. In 1879 werd het grotere Albert Dock opgeleverd om de grotere stoomschepen te faciliteren die via het in 1869 geopende Suezkanaal arriveerden.
In 1880 gingen de twee werven deels samenwerken tot ze in 1899 fuseerden. Tanjong Pagar Dock Company had voor die tijd vrijwel alle concurrentie opgekocht, afgezien van de werf van P&O. Er was echter al die jaren nauwelijks geïnvesteerd, zodat de werf niet mee was gegroeid, terwijl de haven van Singapore ondertussen tot de zevende haven in de wereld was uitgegroeid. De aandeelhouders schrokken terug voor de investeringen, zodat de overheid de werf in 1905 onteigende om deze te kunnen moderniseren. Dit werd de Tanjong Pagar Dock Board, vanaf 1913 de Singapore Harbour Board. In dat jaar werd King's Dock geopende, het toen op een na grootste dok ter wereld. In 1917 werd het Empire Dock opgeleverd.
Na de Tweede Wereldoorlog werden de havenwerken hersteld en in 1956 werd Queen's Dock geopend. Met de onafhankelijkheid van Singapore in 1963 werd de Port of Singapore Authority (PSA) opgezet om de haven van Singapore te beheren. Enkele jaren later werd besloten om de ladingbehandeling te scheiden van scheepsreparatie, waarop op 3 augustus 1968 de Singapore Drydocks and Engineering Company werd opgezet die het Dockyard Department overnam van PSA. Op 23 augustus werd de naam veranderd in Keppel Shipyard (Private) Limited.

## Keppel Shipyard

### Expansie
Temasek Holdings, een investeringsmaatschappij van de Singaporese overheid, was de eigenaar van Keppel Shipyard bij oprichting, dat begon als reparatiewerf. Hon Sui Sen was de eerste voorzitter van het bedrijf en daarnaast voorzitter van het Economic Development Board (EDB). De ambitie was om Singapore na Japan het belangrijkste land voor scheepsreparatie te maken van Azië. Naast Keppel had het EDB daarom met het Japanse Ishikawajima-Harima Heavy Industries (IHI) vijf jaar eerder Jurong Shipyard opgezet en ook in 1968 Sembawang Shipyard, dat geheel in handen was van de Singaporese overheid, op de vrijgevallen locatie van de Naval Base. Hiermee moest de klap opgevangen van het vertrek van de Britten, wat zo'n 20.000 banen zou kosten. Naast de werven werden hiertoe ook Neptune Orient Lines en Jurong Town Corporation opgericht.
Hon Sui Sen haalde de Britse scheepsbouwer Swan Hunter naar Singapore om Keppel te leiden gedurende de eerste vier jaar. Swan Hunter moest agenten stationeren in alle belangrijke maritieme landen, de dokken, kades en werkplaatsen moderniseren en het middenkader opleiden om het na die vier jaar over te nemen. Die laatste taak gaf Hon ten dele ook aan Chua Chor Teck, die in 1970 aan werd gesteld aan het hoofd van dochteronderneming Singapore Slipway and Engineering.
Nadat Hon in 1970 werd aangesteld als minister van financiën, nam George Edwin Bogaars het van hem over. Na het vertrek van de Britten in 1972 haalde hij Chor Teck terug en stelde hem aan als algemeen directeur van het moederbedrijf. Tot dan toe vormden de Chinese werklieden groepen op basis van de Chinese taal die zij spraken, waarbij de Kantonezen vooral werflieden waren, de Hakka vooral smid en de Hokkien vooral steenkoolwerkers. Vanaf dat moment werd dit doorbroken en verbeterde de binding binnen het bedrijf.
De Singaporese overheid had met veel ambitie ingezet op de scheepsbouw en het doel gezet om aan het eind van de jaren 1970 een omzet te draaien in die sector van 500 miljoen dollar. In 1975 was dat al 720 miljoen dollar, waarbij de grote vijf naast Keppel, Sembawang en Jurong ook uit twee private ondernemingen bestond, Hitachi Zosen Robin Dockyard en Mitsubishi Singapore Heavy Industries.
Na de oliecrisis van 1973 was er een enorme overcapaciteit van olietankers, waar de scheepsbouw zwaar onder te lijden had. Wereldwijd zakten de scheepsprijzen en ook de Singaporese werven raakten verwikkeld in een prijsoorlog. Aanvankelijk was er nog een grote omzet door eerder afgesloten contracten, maar daarna moest de productie efficiënter worden om mee te kunnen blijven doen. Ook werden er ook andere markten aangeboord, zoals kleinere schepen, ombouwprojecten en offshore. Daarnaast startte de overheid een programma om de werven te moderniseren, zodat ze de volgende neergang van de scheepvaartcyclus beter aankonden.
In 1977 werd het nieuwe Temasek Dock geopend in Tuas, waar het grotere Raffles Dock volgde in 1982. Ook op de Filipijnen werd een werf geopend, in Batangas. Keppel Batangas Shipyard opende in 1978.
Het bedrijf kreeg ook steeds meer schepen zelf in beheer en richtte daartoe in 1976 Kepmount Shipping op. Dat jaar nam het ook het in 1970 gestarte Singmarine Shipyard over en Slag Industries, dat grit leverde voor gritstralen. Twee jaar later ging het ook de financiële dienstverlening in met Shing Loong Credit. Dit was aanvankelijk van bescheiden opzet, waarbij vooral onderaannemers gefinancierd werden die daarop niet meer hoefden aan te kloppen bij geldschieters.
In 1982 nam de Port of Singapore Authority een deel van het terrein van Keppel over, waaronder het Victoria Dock en het Albert Dock om daar de Tanjong Pagar containerterminal te bouwen. Keppel kreeg daar het eilandje Pulau Hantu voor terug, daarna Pulau Keppel geheten.

### Crisis
Na de oliecrisis van 1973 was de neergang in olietankers gecompenseerd met de hausse in de offshore die juist gestimuleerd werd door de hogere olieprijs. Toen de olieprijs in 1982 echter weer begon te zakken door een afname van de olieconsumptie, werden VLCC's steeds minder gebruikt voor olie-opslag en werden tankers in toenemende mate gesloopt. Scheepsreparatie nam af en vanaf 1984 werden arbeiders ontslagen. Marathon LeTourneau vertrok en Mitsubishi sloot zijn grote dok. In 1985 kwamen Sembawang, Jurong, Keppel, Mitsubishi en Malaysia Shipyard and Engineering overeen om hun capaciteit 20% terug te schroeven, wat samen met het dok van Mitsubishi neerkwam op 30%.
Vanaf 1982 begon Keppel dan ook in te zetten op diversificatie en 1983 werd een belang van 82% genomen in Straits Steamship dat naast de scheepvaartactiviteiten ook veel vastgoed beheerde en dan ook Straits Steamship Land werd genoemd. Ook Malayan Motors and General Underwriters (MMGU) werd overgenomen en er werd een belang van ruim 9% genomen in Asia Commercial Bank. Het waren echter kostbare overnames, wat Keppel opzadelde met een grote schuldenlast. De positie van Bogaars werd daarop overgenomen door Sim Kee Boon die daarvoor luchthaven Changi had opgezet.
Sim deed enkele onderdelen van de hand, zoals K-T Forex, de samenwerking met Tokyo Forex en onderdelen van Straits Steamship, waaronder voedselverwerker Ben and Co en de cruisemaatschappij met de gecharterde Princess Mahsuri. Het aantal werknemers van Keppel nam af van 3800 naar 2300. Daarnaast werd de financiering aangepast en in 1986 maakte het bedrijf weer een bescheiden winst. In 1987 werden Singmarine en Singapore Slipway samengevoegd als Singmarine Industries met Slag Industries als dochter. McKinsey adviseerde om Keppel en Sembawang te laten fuseren, maar dit werd niet opgevolgd.
Straits Steamship bleek te divers en begin 1989 werd het gesplitst in Straits Steamship Land (SSL) dat zich richtte op vastgoed en Steamers Maritime Holdings dat transport en telecommunicatie als kerntaak kreeg. De bedrijven Mansfield & Co.
en National Car Rentals werden in 1992 samengevoegd met SAFE Enterprises. SSL en Steamers begonnen daarna ook steeds meer uit te breiden buiten Singapore.

### FELS
Lee Kim Chai, beter bekend als KC Lee, begon in juni 1960 Far East Shipbuilding Industries Limited (FESL) in Jurong. Toen de werf in 1970 een joint-venture aanging met Levingston Shipbuilding werd dit Far East Shipbuilding Levingston Industries (FELS). Dat jaar werd ook het eerste hefplatform (jackup) opgeleverd, de J.W. McLean naar het Bethlehem JU-225MS-ontwerp. In 1972 werd de joint-venture met Levingston opgeheven.
In 1971 nam Keppel een belang van 40% in Far East Levingston Shipyard (FELS). Daarmee kwam Keppel voor het eerst in aanraking kwam met de offshore. Het eerste halfafzinkbare platform (semi), de Penrod 74, werd in 1974 opgeleverd naar Penrod 70-ontwerp en was een belangrijke mijlpaal.

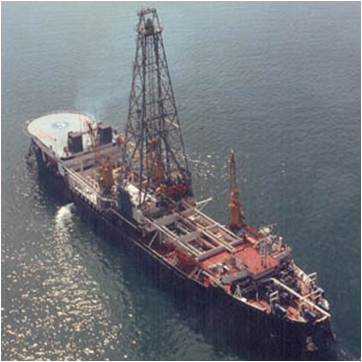
De in 1983 voor Global Marine opgeleverde Glomar R.F. Bauer

Keppel bemoeide zich aanvankelijk niet met de bedrijfsvoering, maar na zware verliezen in 1978-79 namen zij het management over en wisten het bedrijf weer winstgevend te maken, onder meer door het invoeren van kostenbeheersing en het aanstellen van calculators. FELS werd een van de belangrijkste offshorewerven in de wereld en leverde onder meer in 1983 het boorschip Glomar R.F. Bauer op. Ook bouwde het jackups, onder meer de CJ-serie naar ontwerp van Marine Structure Consultants (MSC).
In 1984, tijdens de neergang, ging FELS de joint-venture Asian Lift aan met Smit en bouwde daarvoor de Asian Hercules, een drijvende bok met een capaciteit van 1600 ton. Daarmee bleef enerzijds de werf bezig en anderzijds gaf het de werf materieel waarmee het zich kon onderscheiden.
Zo ging FELS ook een overeenkomst aan met Friede & Goldman en Foramer om een jackup van het type F&G L-780 te bouwen. Deze Columbus Explorer werd zonder contract gebouwd om het personeel aan het werk te houden, in de hoop dat de markt aan zou trekken. Dat gebeurde niet, maar de gok werd beloond toen Santa Fe de jackup kocht in 1987 en Santa Fe Monarch doopte en daarna nog drie jackups bestelde.
Door de crisis had FELS de bouw van een nieuw droogdok uitgesteld en in plaats daarvan huurde het voor een lage prijs het vrijgekomen dok van Mitsubishi van de Jurong Town Corporation. Dit stelde FELS in staat om in 1989 voor Conoco een tension-leg platform (TLP) te bouwen voor het Jolliet-veld en het halfafzinkbaar productieplatform Petrobras XVIII in 1994.
Keppel FELS bouwde in 1999 een belang op in Singapore Petroleum Company van zo'n 77%. In 2009 was dit nog 45%, waarna dit volledig werd overgedaan aan PetroChina.

### Keppel Offshore & Marine
In 1997 werd FELS omgedoopt tot Keppel FELS en Singmarine werd Keppel Marine Industries. In 1999 fuseerde Keppel Shipyard met Hitachi Zosen Singapore tot Keppel Hitachi Zosen (KHZ). In 1999 werden de scheepsbouwactiviteiten van Keppel Marine Industries overgedaan aan Keppel Hitachi Zosen. Daarop werd in 2000 de naam veranderd in k1 Ventures Limited, een investeringsfonds. Dit werd in 2018 vrijwillig geliquideerd.
Keppel Offshore & Marine (Keppel O&M) ontstond in 2002 door het samenvoegen van Keppel Shipyard, Keppel FELS, Keppel Hitachi Zosen en Keppel Marine Industries.
Keppel ontwikkelde hierna enkele ontwerpen voor booreilanden. Met Marine Structure Consultants werd de DSS-serie van halfafzinkbare platforms ontworpen, die ook allemaal door Keppel FELS en Caspian Shipyard Company werden gebouwd. Eigen ontwerpen zijn de SSAU-serie van halfafzinkbare accommodatieplatforms en de SSDT-serie van halfafzinkbare boortenders, die ook door Keppel worden gebouwd. Keppel FELS bouwt daarnaast zowel jackups van eigen ontwerp, als van extern ontwerp. Eigen ontwerpen zijn KFELS A Class, KFELS B Class, KFELS C Class en KFELS N Class.

### Keppel Land
Straits Steamship Land werd hernoemd in Keppel Land. Naast Singapore breidde dit ook uit naar het buitenland. In 2008 werd het aangesteld als het hoofd van het consortium Sino-Singapore Tianjin Eco-City Investment and Development Company (SSTEC) dat de Sino-Singapore Eco-City moet ontwikkelen.

### Ingenieursbureau
Voor de bouw van de Tuaswerf in 1976 had Keppel een ingenieursafdeling opgezet dat het Temasek Dock en het Raffles Dock ontwierp. Tijdens de neergang van 1984 werd deze zo opgezet dat er ook op externe projecten geboden kon worden. Zo verkreeg het van Kajima de opdracht voor het ontwerp van de tunnel onder de Singapore River voor de metro van Singapore (MRT). Daarnaast bouwde Keppel de Changi Airport Skytrain en plaatste het voor de MRT met Westinghouse Brake and Signal onder meer de kaartverkoopsystemen. In 1988 werd het departement omgevormd tot een volledig bedrijf als Keppel Engineering (KI) en in 1992 werden hier andere departementen aan toegevoegd, waarna Keppel Integrated Engineering (KIE) naar de beurs werd gebracht.

### Financiële sector
In 1988 werd Sim Lim Finance overgenomen en samengevoegd met Shing Loong tot Keppel Finance. Verder nam het als Keppel Securities de brokerlicentie over van EG Tan and Co. Het jaar daarop werd MMGU hernoemd naar Keppel Insurance. In 1990 werd Asia Commercial Bank volledig overgenomen en Keppel Bank gedoopt. In 1992 was de financiële sector verantwoordelijk voor zo'n 21% van de omzet van de groep. In 1998 fuseerde de Keppel Bank met de door de Aziatische financiële crisis geraakte Tat Lee Bank tot Keppel TatLee Bank. In 2002 werd deze overgenomen door Oversea-Chinese Banking Corporation (OCBC).

### Buitenland
In toenemende mate investeerde Keppel in het buitenland met de ambitie om daar zo'n 50% van de omzet vandaan te halen. Het bedrijf zat al lang op de Filipijnen, maar dat had een ongunstig investeringsklimaat, dat pas na het aftreden van president Ferdinand Marcos in 1986 leek te keren. In 1987 werd de Filipijnse werf beursgenoteerd, waarna een deel van de opbrengst werd gebruikt om een meerderheidsbelang te nemen in Cebu Shipyard and Engineering Works. In 1992 werd Philippine National Oil Company (PNOC) Dockyard and Engineering Corporation overgenomen naast de Keppel Batangas Shipyard. Deze werden samengevoegd tot de Kepphil Shipyard. In 1995 werd Subic Shipyard & Engineering Works geopend nadat de voormalige Philseco-werf was overgenomen.
In een joint-venture met Chokhani International werd eind jaren 1980 een reparatiewerf opgezet in Chennai in India waarvoor in Singapore twee drijvende dokken werden gebouwd. In de Verenigde Arabische Emiraten nam het een aandeel in de reparatiewerf Arab Heavy Industries in Ajman.
In Brownsville in Texas nam FELS in 1990 een werf over van Allison en McDermott die het in 1988 over hadden genomen van Marathon LeTourneau, de naam van de bouwer van jackups LeTourneau na de overname door Marathon. Deze werf ging daarna verder als AmFELS en bouwde ook nog LeTourneau-jackups in licentie.
In 1992 werd in Vietnam Keppel BaSon Shipyard and Engineering (KBSE) opgezet door Keppel met BaSon.
In 1997 werd de Caspian Shipyard Company (CSC) opgezet in Bakoe in Azerbeidzjan met State Oil Company of Azerbaijan Republic (SOCAR). In 2013 openden zij Baku Shipyard met Azerbaijan Investment Company (AIC). In 2018 werd de Caspian Shipyard Company gesloten en het belang in de Baku Shipyard afgebouwd.
In 2000 werd in Brazilië met PEM Setal een joint-venture aangegaan, FELS Setal. Hiermee werd de oude werf van Verolme in Angra dos Reis nieuw leven ingeblazen. In 2005 trok PEM Setal zich terug en werd de werf Keppel FELS Brasil of BrasFELS.
In 2002 nam Keppel Verolme Botlek in Rotterdam over dat daarna verderging als Keppel Verolme. In 2017 werd het overgenomen door Damen Shipyards als Damen Verolme Rotterdam.
Een poging om in 2002 Friede & Goldman mislukte.
In 2016 werd LeTourneau overgenomen door Keppel.